# Pedro Sarabia
Pedro Alcides Sarabia (Asunción, 5 luglio 1975) è un allenatore di calcio ed ex calciatore paraguaiano, tecnico del 12 de Octubre.

## Carriera

### Calciatore

#### Club
Debutta a 19 anni con la maglia del Cerro Porteño giocandovi fino al 1996, anno nel quale passa agli argentini del Banfield, con i quali disputa la stagione 1996-1997. Nel 1997 si trasferisce al River Plate, dove rimane per cinque anni giocando 83 partite. Nel 2002-2003 gioca nel Jaguares de Chiapas, in Messico, prima di approdare al Club Libertad.
Dopo esser ripassato nuovamente al Cerro Porteño tra il 2004 e il 2005 e poi ritornato al Club Libertad, il 7 luglio 2012 ha annunciato il suo ritiro da calciatore.

#### Nazionale
Ha debuttato con la nazionale di calcio paraguaiana nel 1995, partecipando a Francia 1998  e a Corea del Sud-Giappone 2002 e totalizzando 47 presenze.

### Allenatore
Nel settembre del 2013 è stato nominato allenatore del Club Libertad, rimanendovi alla guida fino a maggio 2015.

## Palmarès

### Giocatore

#### Competizioni nazionali
- Campionato paraguaiano: 10

Cerro Porteño: 1994, 1996, 2004, 2005
Libertad: 2006, 2007, Apertura 2008, Clausura 2008, Clausura 2010, Clausura 2012
- Campionato argentino: 5

River Plate: Clausura 1997, Apertura 1997, Apertura 1999, Clausura 2000, Clausura 2002

#### Competizioni internazionali
- Supercoppa Sudamericana: 1

River Plate: 1997

### Allenatore

#### Competizioni nazionali
- Campionato paraguaiano: 2

Libertad: Apertura 2014, Clausura 2014